# Parque nacional Grupo Flinders
Grupo Flinders es un parque nacional en Queensland (Australia), ubicado a 1745 km al noroeste de Brisbane.

## Datos
- Área: 29,70 km²
- Coordenadas: 14°04′25″S 144°15′21″E / -14.07361, 144.25583
- Fecha de Creación: 1939
- Administración: Servicio para la Vida Salvaje de Queensland
- Categoría IUCN: II

Véase también:
- Zonas protegidas de Queensland